# Pablo Escobar, le patron du mal
Pablo Escobar, le patron du mal (Pablo Escobar: el patrón del mal) est une telenovela colombienne. Elle a été diffusée entre le 28 mai 2012 et le 19 novembre 2012 sur Caracol Televisión en Colombie.

## Synopsis
L'histoire débute à Valle de Aburra en Colombie. Pablo était un garnement qui préférait causer des problèmes plutôt que d'étudier. Il n'a pas voulu passer un examen et a commencé à faire des actes de délinquance dans sa communauté avec son frère Peluche et son cousin, Gonzalo. Une fois adultes, ils commencèrent leur vie dans le crime organisé en trafiquant de la drogue d'Équateur en Colombie avec l'aide de l'associé d'Escobar, El Alguacil. Un jour, tandis que Pablo et Gonzalo se baladaient, Pablo aperçut une jeune fille appelée Patricia, une jolie lycéenne. Ce qui commençait comme une merveilleuse amitié s'est rapidement transformé en un coup de foudre. Mais le frère de Patricia, Fabio, ne voulait pas qu'elle fréquente Pablo car celui-ci pouvait avoir une mauvaise influence sur elle.

## Production

### Projet et réalisation
Juana Uribe et Camilo Cano décident de porter sur le petit écran la série Pablo Escobar, le patron du mal en se basant sur le livre de l'écrivain colombien Alonso Salazar, La Parábola de Pablo. Les deux réalisateurs ont à cœur de lancer ce projet, étant tous deux des victimes directes de Pablo Escobar. En effet, Uribe eut pour mère, Maruja Pachón, une journaliste séquestrée en novembre 1990 par Escobar et nièce de Gloria Pachón de Galán, l'épouse de Luis Carlos Galán, le leader politique colombien assassiné par des tueurs à gages à la solde du narcotraficant le 18 août 1989. Quant à Cano, son père Guillermo Cano, directeur du journal El Espectador, fut assassiné le 17 décembre 1986 par des hommes de main d'Escobar.

### Distribution

#### Acteurs principaux
- Andrés Parra : Pablo Escobar †
- Mauricio Mejía : Pablo Escobar (jeune)
- Angie Cepeda : Regina Parejo (Virginia Vallejo)
- Cecilia Navia : Paty de Escobar (María Victoria Henao)
- Eileen Moreno : Paty de Escobar (jeune)
- Viviana Serna Ramirez : Paty (jeune)
- Vicky Hernández : Enelia (Hermilda Gaviria, mère de Escobar)
- Linda Lucía Callejas : Enelia (jeune)
- Nicolás Montero : Luis Carlos Galán †
- Marcela Gallego : Gloria Pachón de Galán
- Ernesto Benjumea : Rodrigo Lara Bonilla †
- Diana Hoyos : Nancy Restrepo de Lara
- Germán Quintero : Guillermo Cano Isaza †
- Helena Mallarino : Ana Maria Busquets de Cano
- Alejandro Martínez : Marcos Hérber (Carlos Lehder)
- Christian Tappan : Gonzalo Gaviria (Gustavo Gaviria) †
- Juan Sebastian Calero : Gustavo Gaviria (jeune)
- Juan Carlos Arango : Gustavo Ramirez "El Mariachi" (Gonzalo Rodríguez Gacha) †
- Hernán Méndez : père de Escobar (Abel de Jesus Escobar)
- Aldemar Correa : Julio Motoa (Fabio Ochoa Vásquez)
- Joavanny Alvarez : Pedro Motoa (Jorge Luis Ochoa Vásquez)
- Alejandro Gutierrez : German Motoa (Juan David Ochoa Vásquez)
- Andrea Gomez : Irma Motoa (Martha Nieves Ochoa)
- Anderson Ballesteros : "El Chili" (John Jairo Arias Tascón "Pinina") †
- Carlos Benjumea - Carlos Motoa "El Patriarca" (Fabio Ochoa Restrepo) †
- César Mora : "El Alguacil"
- Toto Vega : Sénateur Alfonso Santorini (Alberto Santofimio)
- Carlos Mariño : "Marino" (John Jairo Velasquez Vasquez) "Popeye" †
- Luces Velasquez : "Graciela Rojas" (Griselda Blanco)
- Fabián Mendoza : César Gaviria Trujillo
- Susana Torres : Nikki Polanía (Maria Jimena Duzán)
- Tiberio Cruz : "Diego Pizano" (Carlos Pizarro Leongómez)
- Orlando Valenzuela : Bernardo Jaramillo Ossa "El Chili" †

#### Acteurs secondaires
- Anderson Ballesteros : John Jairo Arias Tascón †
- Toto Vega : Alberto Santofimio
- Carlos Benjumea : Julio Motoa Père (Fabio Ochoa Restrepo)
- César Mora : El Alguacil
- Fernando Arango : Mauricio Restrepo
- Claudia Liliana González : Azucena Lievano
- Jimmy Vásquez : Colonel
- Iván López : Martin Jr (fils du Colonel)
- Marilyn Patiño
- Diana Neira

## Diffusion internationale
La série fut diffusée en VF sur France Ô en 2013.
Elle est disponible sur le service de VOD à la demande SFR play en version internationale soit 74 épisodes.
Le lancement de la série Pablo Escobar, le patron du mal en Colombie connaît un pic d'audience de plus de 70 %, soit environ 11 millions de téléspectateurs,. Pablo Escobar, le patron du mal devient la série dont le lancement a été le plus vu en Colombie avec une part d'audience de 26,9 points et une audience cumulée de 62,7 %.
- Caracol Televisión (2012)
- Telemundo / Mun2
- WAPA-TV
- Tele Antillas
- TVN (Panama)
- Gama TV
- Monte Carlo TV
- TCS Canal 2
- Canal 7 (Guatemala)
- Televicentro
- RTV Pink
- Look TV
- Unicable / Golden
- Mega (2013)
- La Red (2015)
- Repretel
- ATV
- Canal 9 (Argentine)
- SNT
- France Ô (mars 2013)
- TLN en Español
- Sitel
- Pink BH
- TV3 Slovenia
- LemarTV

## Article annexe
- Psychotrope au cinéma et à la télévision